# Dendrológia

Falevelek alaktani jellemzői

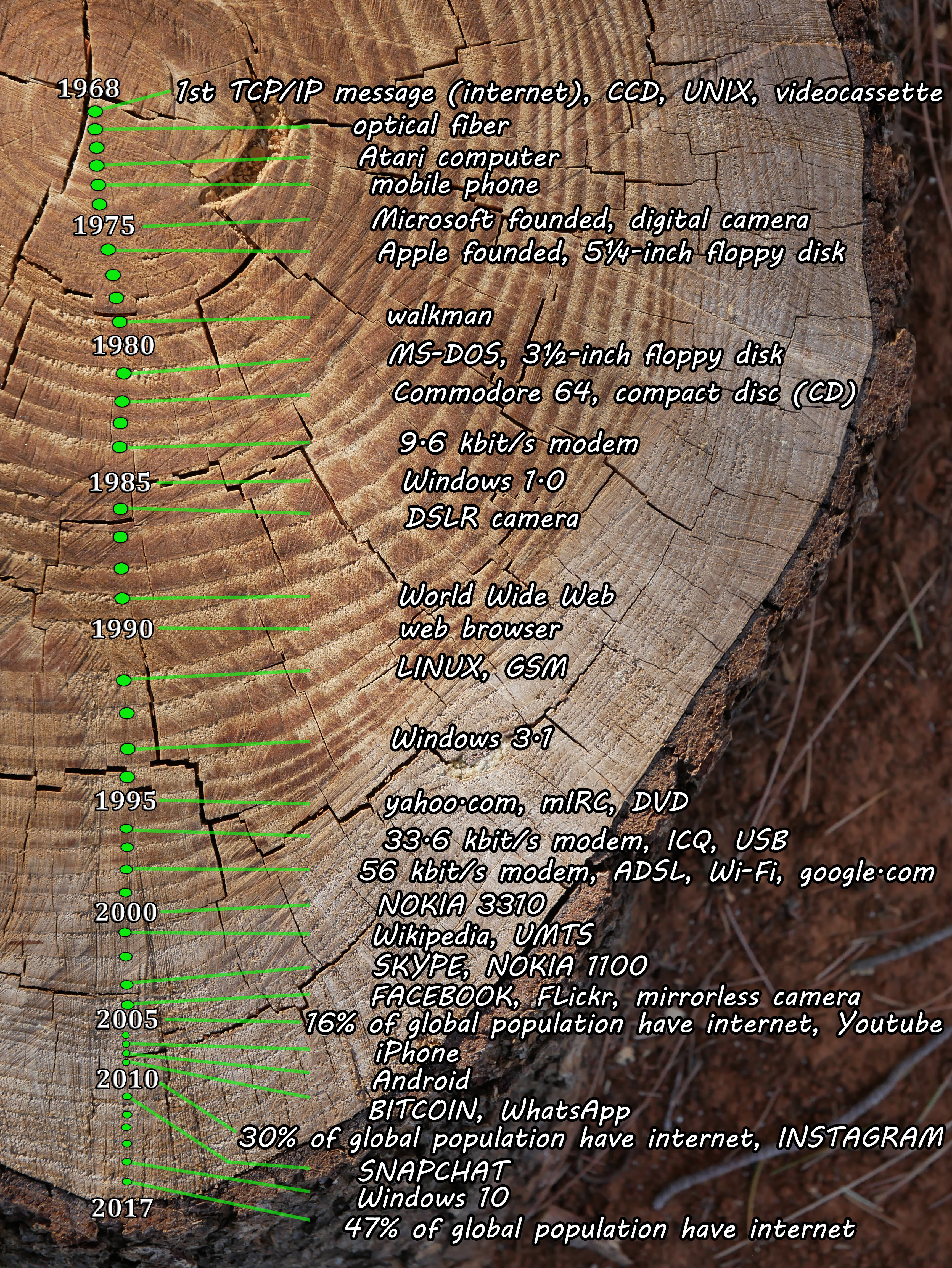
Évgyűrűk és események

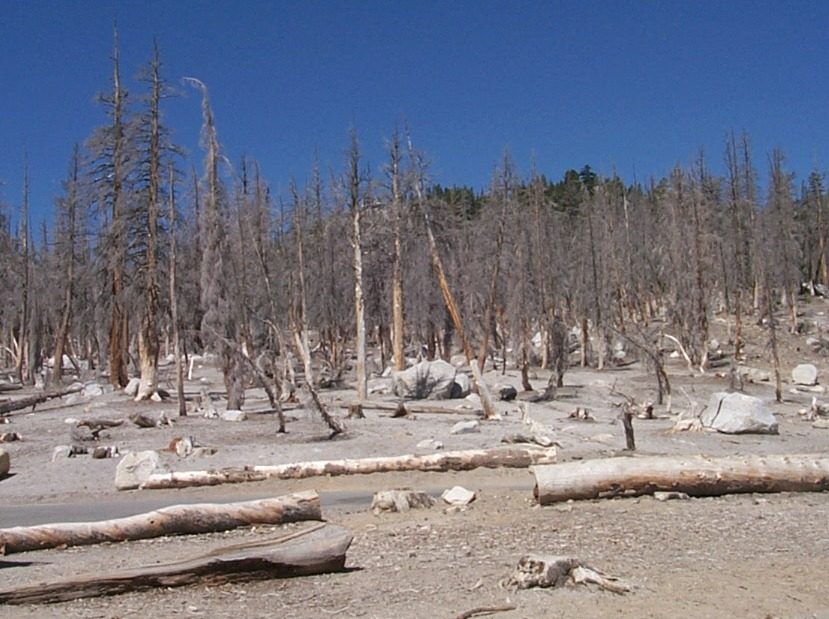
Erdőpusztulás a Mammut-hegységben

A bostoni Közpark

A dendrológia — a „dendros”, azaz fa és „logon”, azaz elmélet, tudományos feltételezés görög szavakból — a növénytan (botanika) fás szárú növényeket tárgyaló ága. Magyar neve a ritkán használt faismerettan.
Tevékenysége meglehetősen szerteágazó, így foglalkozik a fák és cserjék alaktani leírásával és felépítésével, rendszerezésével, származásával, ökológiai igényeivel, termesztésével és felhasználásával stb. A tudomány leíró része helyesen „dendrográfia” lenne, de a köznyelv ezt a két fogalmat többnyire keverten, egymás szinonímájaként használja. Ennek két ága a területi és a rendszertani dendrográfia.
Újabb tudományág a környezetvédelmi botanika részeként a környezetvédelmi dendrológia, amelynek fő célja főleg a sokféleség dokumentálása, fenntartása és megőrzése.

## Alkalmazott dendrológia
Az alkalmazott dendrológia a dendrológiai ismeretek felhasználásának szaktudománya. Ágait az egyes élőhelyek jellegzetességeinek megfelelően különítik el, így van:
- erdészeti dendrológia (amely az erdőtársulások növényeivel foglalkozik),

- kertészeti dendrológia (amely főleg a díszfákkal és díszcserjékkel foglalkozik) stb.

Az úgynevezett „dendrológiai kert”, tehát az alapvetően fás szárú növényeket felvonultató szabadtéri gyűjtemény az arborétum.
A történettudománynak a fák évgyűrűit az események korolására használó ága a dendrokronológia.